# NXT TakeOver: Orlando
NXT TakeOver: Orlando – gala wrestlingu wyprodukowana przez federację WWE dla wrestlerów należących do brandu NXT. Odbyła się 1 kwietnia 2017 w Amway Center w Orlando na Florydzie. Emisja gali była przeprowadzana za pośrednictwem WWE Network. Była to czternasta gala z cyklu NXT TakeOver i druga w 2017.

## Produkcja
NXT TakeOver: Orlando oferowało walki wrestlingu z udziałem różnych wrestlerów z istniejących oskryptowanych rywalizacji i storyline’ów, które są kreowane na tygodniówce NXT. Wrestlerzy są przedstawieni jako heele (negatywni, źli zawodnicy i najczęściej wrogowie publiki) i face’owie (pozytywni, dobrzy i najczęściej ulubieńcy publiki), którzy rywalizują pomiędzy sobą w seriach walk mających budować napięcie. Kulminacją rywalizacji jest walka wrestlerska lub ich seria. Cykl gal NXT TakeOver rozpoczął się 29 maja 2014, kiedy to brand WWE NXT otrzymał swoją drugą ekskluzywną galę emitowaną na WWE Network pod nazwą NXT TakeOver. W kolejnych miesiącach człon „TakeOver” stał się główną częścią nazwy kolejnych specjalnych gal NXT. NXT TakeOver: Brooklyn było pierwszą galą NXT, która odbyła się poza Full Sail University. NXT TakeOver: Orlando będzie czternastą galą z cyklu i drugą w 2017.

### Rywalizacje

#### Bobby Roode vs. Shinsuke Nakamura
Na NXT TakeOver: San Antonio, Bobby Roode zdobył NXT Championship w walce z Shinsuke Nakamurą. Podczas pojedynku, w wyniku brutalnego ataku ze strony Roode'a, Nakamura doznał kontuzji kolana, która wykluczyła go z akcji w ringu na kilka tygodni. Do NXT powrócił 22 lutego, z zamiarem odzyskania mistrzostwa. 15 marca Roode obronił NXT Championship w pojedynku z Kassiusem Ohno, gwarantując sobie miejsce w walce wieczoru NXT TakeOver: Orlando.

#### Asuka vs. Ember Moon
Na TakeOver w San Antonio mistrzyni kobiet NXT Asuka obroniła mistrzostwo w starciu przeciwko trzem rywalkom, kontynuując trwającą od października 2015 serię zwycięstw. 22 lutego również niepokonana dotąd Ember Moon zwyciężyła w trzyosobowej walce o miano pretendenckie do NXT Women’s Championship. 1 marca rywalki skonfrontowały się po wspólnym wygonieniu z ringu Billie Kay i Peyton Royce. Tydzień później pokonała Kay za pomocą potężnego Eclipse, pokazując mistrzyni gotowość do walki na nadchodzącym TakeOver.

#### The Authors of Pain vs. The Revival vs. #DIY
Na poprzedniej gali NXT The Authors of Pain (Akam i Rezar) pokonali #DIY (Johnny'ego Gargano i Tommaso Ciampę), odbierając im NXT Tag Team Championship. Na NXT z 8 lutego, The Revival (Scott Dawson i Dash Wilder) wyzwali The Authors of Pain na walkę o mistrzostwa. Tydzień później o swoje prawo do rewanżu upomnieli się także Tommaso Ciampa i Johnny Gargano. The Revival zaatakowało DIY, a wkrótce do bójki dołączyli także Rezar i Akam, rozpoczynając rywalizację między trzema drużynami. W następnych tygodniach drużyny konfrontowały i atakowały się nawzajem, co doprowadziło Generalnego Menedżera NXT Williama Regala do zabookowania Triple Threat Elimination Tag Team matchu o mistrzostwa między rywalizującymi tag teamami.

#### Aleister Black vs. Andrade Almas
Kilka tygodni przed TakeOver: Orlando WWE zaczęło wypuszczać winiety przedstawiające Aleistera Blacka – zawodnika mającego wkrótce zadebiutować w NXT. 29 marca ogłoszono, że jego pierwsza walka odbędzie się na nadchodzącym TakeOver, zaś jego przeciwnikiem będzie Andrade Almas.

#### 8-Person Mixed Tag Team match
Rywalizacja między Tye'em Dillingerem a grupą SAnitY rozpoczęła się w grudniu 2016, kiedy to Dillinger stał się ofiarą napaści ze strony stajni. Lider SAnitY, Eric Young, zaproponował Dillingerowi dołączenie się do grupy; Dillinger odmówił i zaatakował Younga, lecz na NXT TakeOver: San Antonio przegrał z nim walkę solową. Po gali, do Dillingera w rywalizacji z ugrupowaniem dołączyli No Way Jose oraz Roderick Strong. 22 marca szanse między drużynami wyrównała debiutantka Ruby Riot.

## Lista walk
| Nr                                                                                    | Wyniki | Stypulacje                                                           | Czas  |
| ------------------------------------------------------------------------------------- | --- | -------------------------------------------------------------------- | ----- |
| 1N                                                                                    | Peyton Royce (z Billie Kay) pokonała Aliyah | Singles match                                                        | 2:53  |
| 2N                                                                                    | Heavy Machinery (Tucker Knight i Otis Dozovic) pokonali The Bollywood Boys (Gurva Sihrę i Harva Sihrę)                                                              | Tag Team match                                                       | 3:22  |
| 3N                                                                                    | Oney Lorcan pokonał El Vagabundo | Singles match                                                        | 2:50  |
| 4                                                                                     | SAnitY (Eric Young, Killian Dain, Alexander Wolfe i Nikki Cross) pokonało Tye'a Dillingera, Rodericka Stronga, Kassiusa Ohno i Ruby Riot                            | Eight-Person Mixed Tag Team match                                    | 12:23 |
| 5                                                                                     | Aleister Black pokonał Andrade Almasa | Singles match                                                        | 9:35  |
| 6                                                                                     | The Authors of Pain (Akam i Rezar) (c) (z Paulem Elleringiem) pokonali The Revival (Scotta Dawsona i Dasha Wildera) oraz #DIY (Johnny'ego Gargano i Tommaso Ciampę) | Triple Threat Tag Team Elimination match o NXT Tag Team Championship | 23:50 |
| 7                                                                                     | Asuka (c) pokonała Ember Moon | Singles match o NXT Women’s Championship                             | 12:10 |
| 8                                                                                     | Bobby Roode (c) pokonał Shinsuke Nakamurę | Singles match o NXT Championship                                     | 28:20 |
| (c) – mistrz/mistrzyni przed walkąN – walka była nagrywana do oddzielnego odcinka NXT | |                                                                      |       |